# エヴァ・リス (テニス選手)
エヴァ・リス（Eva Lys, 2002年1月12日 - ）は、ドイツの女子プロテニス選手。自己最高ランキングはシングルス77位、ダブルス768位。

## 経歴

### 2025年
2025年全豪オープンでは、予選で敗退した後、アンナ・カリンスカヤがキンバリー・ビレル戦の直前に棄権したため、ラッキールーザーとして本戦に出場することになり、ストレートセットでビレルに勝利。2回戦ではヴァーヴァラ・グラチェヴァを破り、3回戦でジャクリーン・クリスチャンに勝利し、ベスト16に進出。全豪オープン女子シングルスにおいてラッキールーザーとして初めてベスト16に進出し、オープン化以降の四大大会で6人目の進出者になった。4回戦では、イガ・シフィオンテクに敗れた。

## 4大大会シングルス成績
略語の説明
| W | F | SF | QF | #R | RR | Q# | LQ | A | Z# | PO | G | S | B | NMS | P | NH |

W=優勝, F=準優勝, SF=ベスト4, QF=ベスト8, #R=#回戦敗退, RR=ラウンドロビン敗退, Q#=予選#回戦敗退, LQ=予選敗退, A=大会不参加, Z#=デビスカップ/BJKカップ地域ゾーン, PO=デビスカップ/BJKカッププレーオフ, G=オリンピック金メダル, S=オリンピック銀メダル, B=オリンピック銅メダル, NMS=マスターズシリーズから降格, P=開催延期, NH=開催なし.
| 大会           | 2022 | 2023 | 2024 | 2025 | 通算成績 |
| -------------- | ---- | ---- | ---- | ---- | -------- |
| 全豪オープン   | A    | 1R   | Q3   | 4R   | 3–2      |
| 全仏オープン   | A    | Q1   | 1R   |      | 0–1      |
| ウィンブルドン | Q1   | Q2   | 1R   |      | 0–1      |
| 全米オープン   | Q3   | 2R   | 1R   |      | 1–2      |